# アーネスト・B・シュードサック

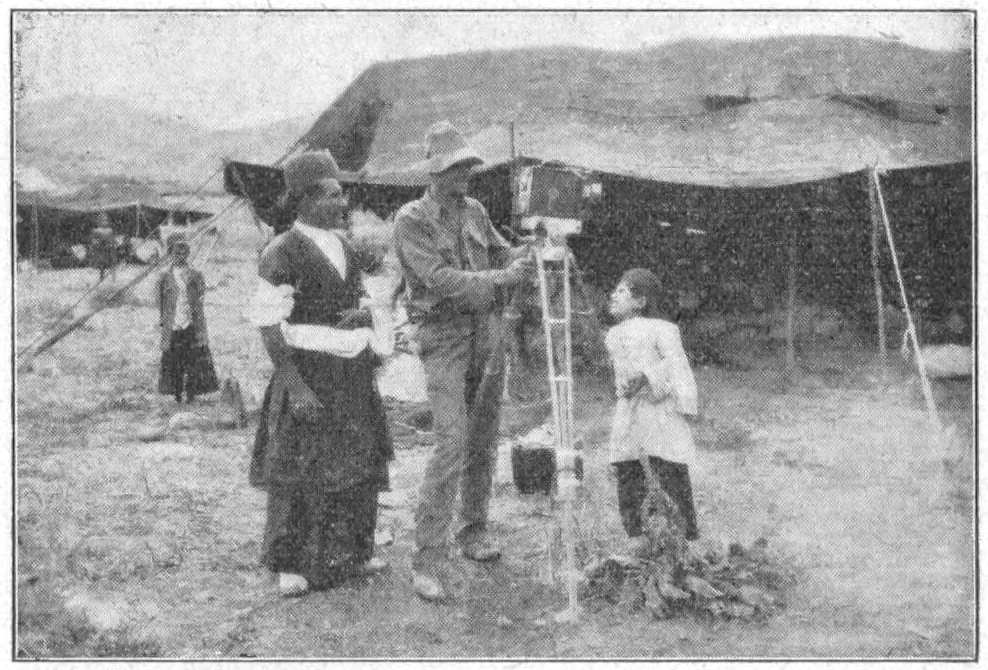
『地上（Grass）』撮影中のアーネスト・B・シュードサック

アーネスト・B・シュードサック（Ernest B. Schoedsack、1893年6月8日 - 1979年12月23日）は、アメリカ合衆国の映画監督である。

## 経歴
1893年6月8日、アイオワ州カウンシル・ブラフスに生まれる。
1914年、キーストン・スタジオにて映画の仕事にたずさわる。第一次世界大戦には通信部隊のカメラマンとして参加した。第二次世界大戦にて目を負傷した。1933年、メリアン・C・クーパーと組んで『キング・コング』を手がける。そのほかの監督作品に『コングの復讐』や『猿人ジョー・ヤング』がある。
1979年12月23日、カリフォルニア州ロサンゼルスにて死去。86歳没。

## フィルモグラフィー

### 映画
- 地上 Grass: A Nation's Battle for Life （1925年） - 監督
- チャング Chang: A Drama of the Wilderness （1927年） - 監督・撮影・製作
- 四枚の羽根 The Four Feathers （1929年） - 監督・撮影
- ランゴ Rango （1931年） - 監督・製作
- 猟奇島 The Most Dangerous Game （1932年） - 監督
- キング・コング King Kong （1933年） - 監督・製作
- コングの復讐 Son of Kong （1933年） - 監督
- ポンペイ最後の日 The Last Days of Pompeii （1935年） - 監督
- モロッコの動乱 Trouble in Morocco （1937年） - 監督
- 猿人ジョー・ヤング Mighty Joe Young （1949年） - 監督
- これがシネラマだ This Is Cinerama （1952年） - 監督